# Bobál Dávid
Bobál Dávid, (Pásztó, 1995. augusztus 31. –) korosztályos magyar válogatott labdarúgó, hátvéd.

## Pályafutása
Szülővárosában, Pásztón kezdte a labdarúgást, majd több klubnál is megfordult, mielőtt a Budapest Honvédhoz került. 2012-ben testvérével, Gergellyel együtt a Manchester City csapatánál vett részt próbajátékon. 2014. május 31-én debütált a Honvéd felnőtt csapatában. Csereként állt be a Debrecen elleni idegenbeli mérkőzésen, Holender Filip helyére. Többször is kölcsönadták az NB II-es Sopronnak. A 2015-16-os szezonban alapembere volt a Budapest Honvédnak, csakúgy mint a 2016–17-es szezonban, amikor a bajnoki címet szerző csapatban huszonnégy bajnokin két gólt szerzett. Összesen 78 bajnokin hatszor volt eredményes az élvonalban a Honvéd színeiben, amikor 2018 nyarán a cseh Dukla Praha csapatához igazolt. Átigazolását követően sérülést szenvedett, amely olyannyira elhúzódott, hogy az egész őszi szezonban egy tétmérkőzésen sem tudott pályára lépni. A cseh csapat 2018 decemberében felbontotta a szerződését. 2019 januárjában a Paks játékosa lett. Fél év alatt öt bajnokin kapott lehetőséget a csapatban, majd 2019. augusztus 30-án felbontották a szerződését. Szeptember 1-jén az élvonalban újonc Zalaegerszeghez írt alá, ahol újra együtt futballozhatott testvérével.

## Sikerei, díjai
Budapest Honvéd
- NB I
  - bajnok (1): 2016–17[8]